# Râul Târnava
Târnava (în germană Kokel, în maghiară Küküllő) este un râu lung de 249 kilometri, cel mai mare afluent al râului Mureș. Râul se formează la Blaj din Târnava Mare și Târnava Mică. După 28 de kilometri se varsă în râul Mureș.

## Etimologie
Târnava este un hidronim de origine slavă (de la trnu, „mărăcine”) care a fost menținut ca atare în limba românilor localnici. În schimb, maghiarii și sașii au preluat ori de la secui, ori de la pecenegi, numele de origine turcică Küküllő, care înseamnă același lucru. În opinia lui Alexandru Madgearu, dacă românii ar fi venit în zonă după instalarea dominației maghiare, ei nu ar mai fi putut cunoaște numele slav al râului. Faptul că numele a fost tradus arată că în secolul al XI-lea acolo mai trăiau și vorbitori de limbă slavă, alături de români.

## Imagini

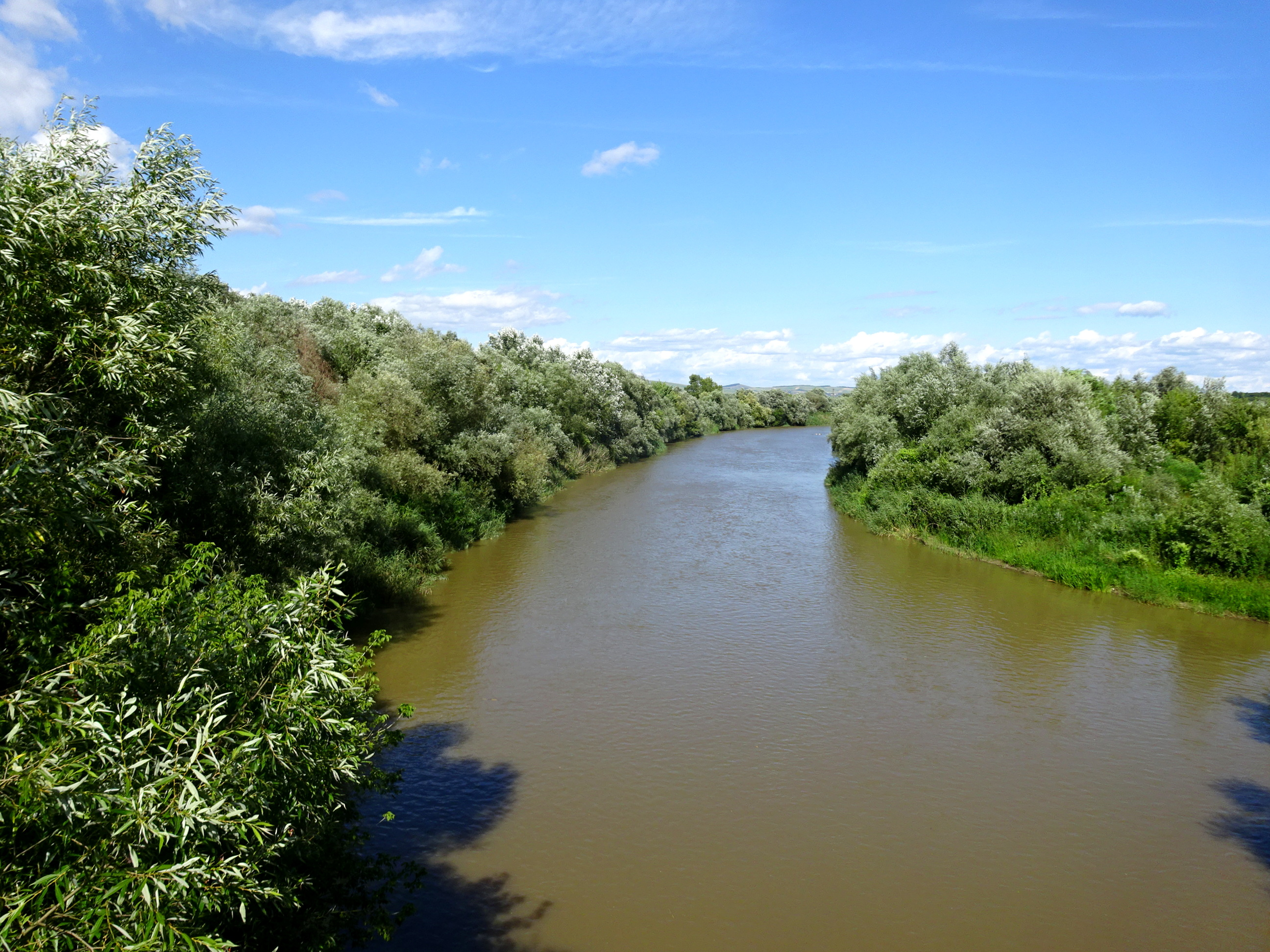
Râul Târnava la Mihalț înainte de vărsarea în Mureș
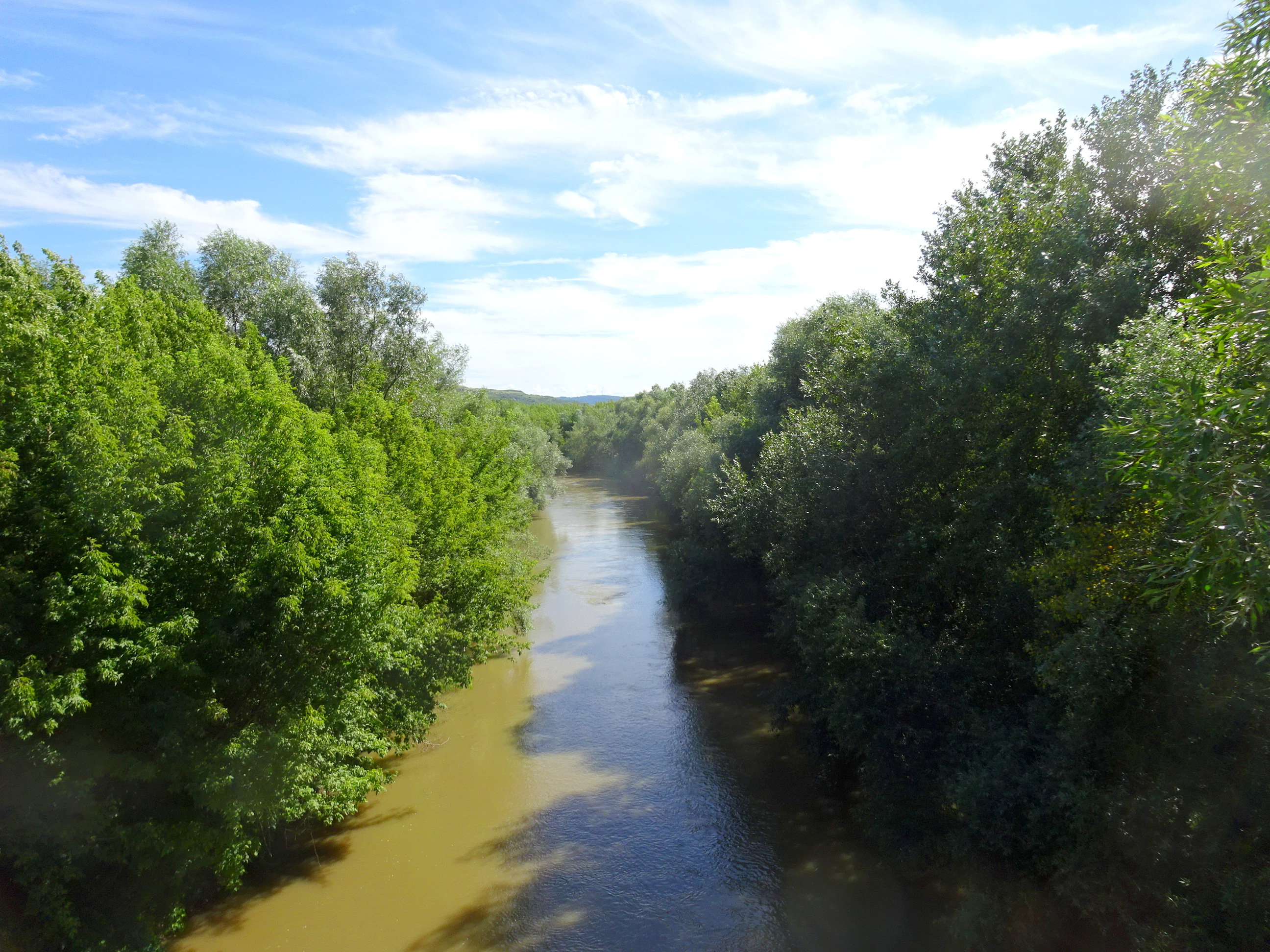
Râul Târnava la Mihalț înainte de vărsarea în Mureș
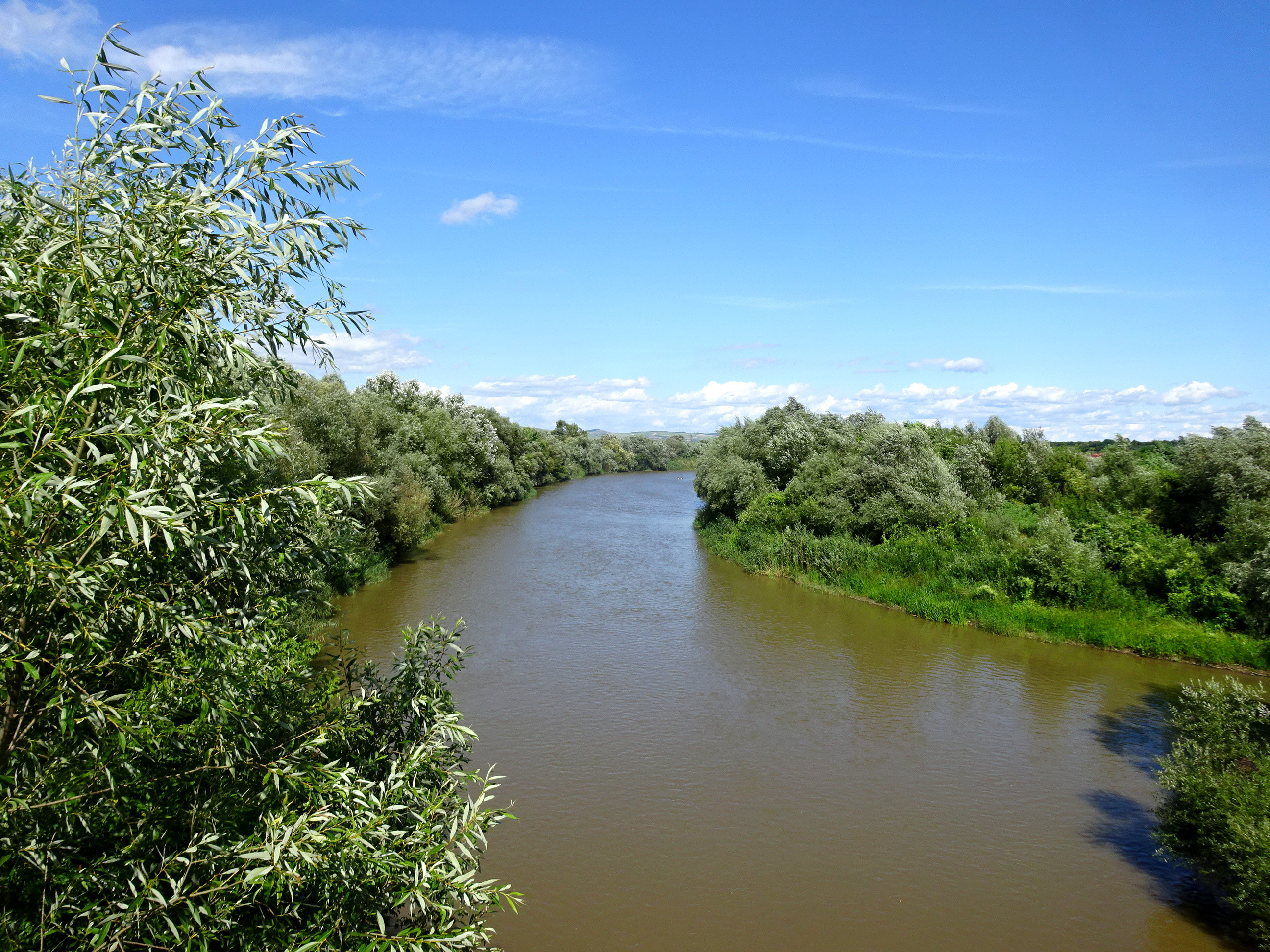
Râul Târnava la Mihalț înainte de vărsarea în Mureș
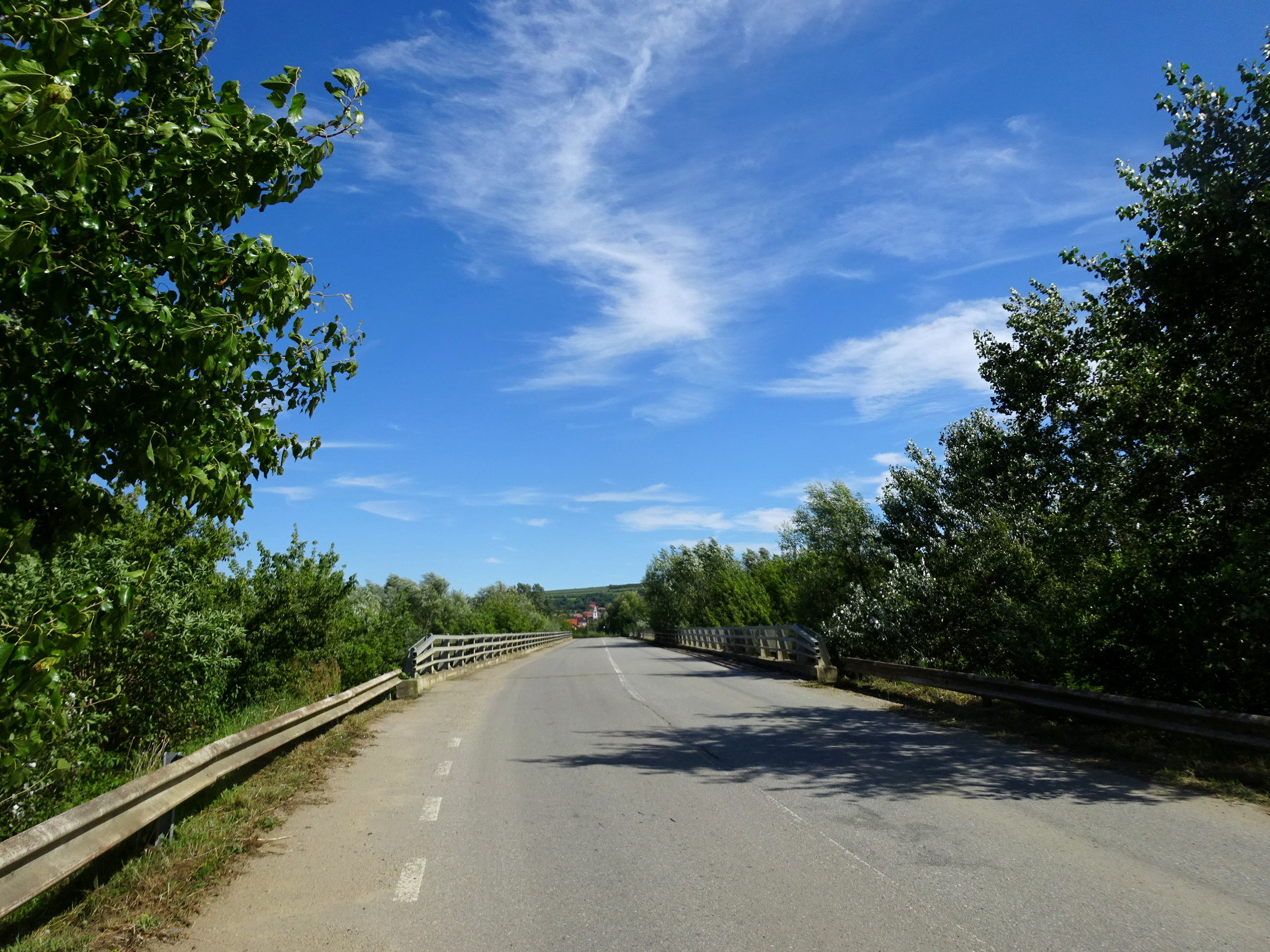
Podul peste râul Târnava la Mihalț